# Plaza 25 de Mayo (Alicante)
La plaza 25 de Mayo, también conocida como la plaza de las Flores, es una céntrica y concurrida plaza de Alicante (España) situada en la parte trasera del Mercado Central. Recibe su nombre en recuerdo de las más de trescientas personas que murieron en el bombardeo que sufrió el Mercado el 25 de mayo de 1938, durante la Guerra Civil. Originalmente se denominó plaza de Balmes, pero desapareció como espacio urbano al levantarse en los años 20 el mercado Central. En 1990 se creó de nuevo la plaza, pasando a denominarse plaza del Mercado. En 2010, a petición de la asociación Cultural Alicante Vivo, pasó a denominarse plaza del 25 de mayo.

## Placa conmemorativa
En la plaza, adosada sobre la fachada trasera del mercado Central, hay una placa conmemorativa con la siguiente inscripción:

El 25 de mayo de 1938, la ciudad de Alicante sufrió el bombardeo de la aviación italiana fascista, con el resultado de más de 300 víctimas civiles. Esta plaza se dedica a su memoria.